# Эпизод, где мистер Хекклс умирает
«Эпизод, где мистер Хекклс умирает» (англ. The One Where Heckles Dies) — третий эпизод 2 сезона сериала «Друзья», транслируемого на канале NBC. Впервые показан 5 октября 1995 года.
Умирает мистер Хекклс — сосед Рэйчел и Моники ниже этажом, им же он завещает все свое имущество. Фиби и Росс спорят из-за эволюции. Моника и Рэйчел спорят из-за вещей. Чендлер сравнивает себя с мистером Хекклсом.
Управляющий дома, где живут друзья — мистер Тригер, впервые появляется в данной серии.

## Сюжет
Чендлер возвращается со свидания, на котором в очередной раз бросил девушку: в этот раз ему показалось, что её ноздри были слишком большие. Моника утверждает, что Чендлер слишком придирается. В защиту друга встает Джоуи, он рассказывает, как по приезде в Нью-Йорк познакомился с отличной девушкой, но у той был большой кадык. Росс сообщает, что у женщин нет кадыка.
Приходит сосед снизу — мистер Хекклс, он утверждает, что ребята очень шумят и беспокоят его птиц (которых на самом деле нет). Моника и Рэйчел отправляют его обратно и друзья продолжают обсуждать девушек Чендлера. Раздается стук из-под пола из квартиры Хекклса снизу: намек на то, чтобы ребята были потише. Друзья все вместе стучат и топают по полу, после чего шум снизу смолкает.
Через некоторое время все смотрят, как покойного Хекклса выносят из квартиры. Управляющий мистер Триггер говорит, что его нашли с метлой в руках.
Фиби еще чувствует присутствие Хекклса. В ответ на ухмылки друзей она рассказывает, что есть вещи в которые она не верит, но это не значит, что их нет, например: круги на полях, Бермудский треугольник, гравитация и эволюция. Последнее очень задевает Росса как ученого и он начинает доказывать Фиби признаки эволюции.
Приходит Триггер и приводит адвоката Хекклса. Он рассказывает, что мистер Хекклс завещал все свое нажитое имущество «двум шумным девушкам в квартире надо мной». Выясняется, что у покойного не было ни семьи, ни денег, так что Монике и Рэйчел достается весь хлам из квартиры соседа.
Ребята начинают разбирать вещи Хекклса. Они находят «Мою большую книгу жалоб» — дневник, который вел Хекклс и записывал, что происходило вокруг. Рэйчел находит лампу с ракушками, она хочет забрать её к себе, но Моника считает, что эта лампа не подходит к стилю её квартиры. Девушки ссорятся. Росс пытается переубедить Фиби на счет эволюции с помощью противопоставленных больших пальцев.
Чендлер находит школьный альбом Хекклса. Выясняется, что он был весельчаком и играл на кларнете, что очень подходит под описание Чендлера в молодости. Чендлер считает, что он очень похож на Хекклса и вот у него в руках метла и он, как и покойный, уже стучит по потолку, чтобы соседи сверху не шумели. Всю ночь он проводит в квартире Хекклса, постепенно превращаясь в него: в старом халате, с растрепанными волосами, он перебирает заметки о женщинах (Хекклс тоже придирался к девушкам) и делает вывод, что в старости останется один как Хекклс.
От безысходности, он приглашает на свидание Дженис — девушку, которую уже трижды бросал за прошлый год. Она приходит на свидание, но только для того ,чтобы сообщить, что уже замужем. Чендлер еще больше отчаивается.
Росс приносит реальные доказательства эволюции из музея для Фиби. Она высказывает свою версию: «Разве не было времени, когда самые яркие умы в мире верили, что мир плоский? И до тех пор, как примерно 50 лет назад вы все думали, что атом — это самая маленькая частица, пока вы не расковыряли его, и не возникло такого беспорядка. Теперь, ты говоришь мне, что вы настолько невероятно высокомерны, что не можете признать, что есть маленькая, крошечная вероятность, что вы можете ошибаться?». Росс соглашается на крошечную вероятность, а Фиби нарочито шокирована тем, что Росс предал свою систему убеждений.
Девушки собираются в кафе и Моника случайно разбивает лампу Рэйчел. Подруги начинают ругаться. Приходит Чендлер и говорит, что ему нужна змея: так как он может умереть одиноким жутким стариком, ему нужно жуткое животное-компаньон: «Итак, я полагаю, что стану «Чокнутым со змеей». Потом у меня будет много змей и я буду звать их доченьками, дети будут проходить мимо моего дома и кричать: «Бегите, это Чокнутый со змеёй!» (англ. So I figure I'll be Crazy Man with a Snake, y`know. Crazy Snake Man. And I'll get more snakes, call them my babies, kids will walk past my place, they will run. "Run away from Crazy Snake Man," they'll shout!). Девушки переубеждают Чендлера, говоря, что он не останется один, так как хотя бы пытается исправить это: «Ты даже позвонил Дженис! Вот на сколько ты не хочешь  быть одним!»
Друзья снова в квартире Хекклса: Чендлер забирает себе его школьный альбом на хранение, Моника дарит Рэйчел еще одну безделушку — часы в виде танцующей гавайской девушки для их квартиры, а Джоуи забирает себе большой экран-лупу.
Чендлер на очередном свидании, и он пытается сдержать себя, так как у Элисон очень большая голова.

## В ролях

### Основной состав
- Дженнифер Энистон — Рэйчел Грин
- Кортни Кокс — Моника Геллер
- Лиза Кудроу — Фиби Буффе
- Мэтт Леблан — Джоуи Триббиани
- Мэттью Перри  — Чендлер Бинг
- Дэвид Швиммер — Росс Геллер

### Эпизодические роли
- Мэгги Уилер  — Дженис
- Ларри Хэнкин — Мистер Хекклс
- Майкл Хагерти — Мистер Триггер
- Денни Дайтон  — адвокат Хекклса Бадди Дойл

## Культурные отсылки
- Диалог между Рэйчел и Моникой, когда последняя случайно разбила лампу, похож на диалог мистера Паркера из Рождественской истории.
- Фиби говорит, что однажды парень её бросил из-за того, что она проспала «Это — Spinal Tap».[3]

## Внешние ссылки
- «Эпизод, где мистер Хекклс умирает» (англ.) на сайте Internet Movie Database